# Jules Oppert
Jules Oppert, Julius Oppert (ur. 9 lipca 1825 roku w Hamburgu, zm. 21 sierpnia 1905 roku w Paryżu) – francuski asyrolog niemieckiego pochodzenia, profesor Collège de France, prezydent Akademii Inskrypcji i Literatury Pięknej.

## Życiorys
Studiował prawo na Uniwersytecie w Heidelbergu, a następnie orientalistykę na Uniwersytecie w Bonn. W 1848 roku przeniósł się do Francji, gdzie dołączył do sponsorowanej przez rząd tego kraju wyprawy naukowej na Bliski Wschód, badającej medyjskie i mezopotamskie stanowiska archeologiczne (1851-54). Wykładał sanskryt, filozofię i asyrologię w Collège de France, gdzie uzyskał tytuł profesora w 1874 roku. To on jako pierwszy użył nazwy "język sumeryjski" na określenie nieznanego dotychczas języka spotykanego w tekstach zapisanych pismem klinowym. Samo pismo klinowe uważał on za sumeryjski wynalazek. Opublikował szereg akadyjskich tekstów z tabliczek klinowych. W 1881 roku został członkiem Akademii Inskrypcji i Literatury Pięknej, by w 1890 roku zostać wybranym jej prezydentem.

## Dorobek literacki (wybór)
- Écriture Anarienne (1855)
- Chronologie des Assyriens et des Babyloniens (1856)
- Grammaire Sanscrite (1859)
- Expédition Scientifique en Mésopotamie (1859-1863)
- Histoire des Empires de Chaldée et d'Assyrie (1865)
- Éléments de la grammaire assyrienne (1868)
- L'Immortalité de l'âme chez les Chaldéens (1875)
- Le Peuple et la langue des Médes (1879)